# Роман Досталь
Роман Досталь (чеськ. Roman Dostál нар. 13 липня 1970, Усті над Орліці, Чехословаччина) — чеський біатлоніст, чемпіон світу з біатлону, срібний призер чемпіонату Європи з біатлону в командній гонці, учасник Олімпійських ігор, призер етапів кубка світу з біатлону. Перший і покищо єдиний чемпіон світу з біатлону в історії чеського чоловічого біатлону.

## Виступи на Олімпійських іграх
| Рік  | Місце проведення | Інд | Спр | Пр | МС | Ест |
| 2002 | Солт-Лейк-Сіті   | 35  | 34  | 44 |    | 5   |
| 2006 | Турин            | 30  | 42  | 29 | 23 | 6   |
| 2010 | Ванкувер         | 35  |     |    |    | 7   |

## Виступи на чемпіонатах світу
| Рік  | Місце проведення     | Інд | Спр | Пр | МС | Ест | ЗМ |
| 1995 | Антхольц-Антерсельва |     | 64  |    |    |     |    |
| 1996 | Рупольдінг           | 27  | 22  |    |    | 12  |    |
| 1997 | Брезно-Осрбліє       | 71  | 72  |    |    |     |    |
| 1999 | Контіолахті          |     |     |    |    | 15  |    |
| 2000 | Осло                 | 57  | 74  |    |    |     |    |
| 2000 | Лахті                |     |     |    |    | 7   |    |
| 2001 | Поклюка              |     | 48  | 45 |    | 14  |    |
| 2003 | Ханти-Мансійськ      | 24  | 13  | 23 | 5  | 6   |    |
| 2004 | Обергоф              | 13  | 38  | 20 | 13 | 8   |    |
| 2005 | Гохфільцен           | 1   | 28  | 15 | 12 | 11  | 4  |
| 2006 | Поклюка              |     |     |    |    |     | 17 |
| 2007 | Антхольц-Антерсельва |     | 50  | 40 |    | 5   |    |
| 2008 | Естерсунд            | 53  | 36  | 33 |    |     |    |
| 2009 | Пхьончхан            | 15  |     |    |    | 10  | 17 |

## Кар'єра в Кубку світу
- Дебют в кубку світу — 17 грудня 1992 року в індивідуальній гонці в Естерсунді — 56 місце.
- Перше попадання в залікову зону — 10 грудня 1994 року в спринті у Бад-Гаштайні — 9 місце.
- Перше попадання на подіум — 9 січня 2000 року в естафеті в Обергофі — 3
- Перша перемога — 9 березня 2005 року в індивідуальній гонці в Гохфільцені — 1 місце.
- Остання гонка — 26 березня 2010 року в спринті у Ханти-Мансійську — 63 місце.

## Загальний залік в Кубку світу
- 1995-1996 — 68-е місце
- 1998-1999 — 55-е місце (14 очок)
- 1999-2000 — 43-е місце (36 очок)
- 2000-2001 — 45-е місце (73 очки)
- 2001-2002 — 40-е місце (86 очок)
- 2002-2003 — 38-е місце (121 очко)
- 2003-2004 — 42-е місце (105 очок)
- 2004-2005 — 36-е місце (128 очок)
- 2005-2006 — 23-е місце (283 очки)
- 2006-2007 — 49-е місце (52 очки)
- 2007-2008 — 75-е місце (15 очок)
- 2008-2009 — 57-е місце (102 очки)
- 2009-2010 — 77-е місце (37 очок)

## Статистика стрільби
| № п/п | Сезон     | Загальна        | Індивідуальна гонка | Спринт        | Гонка переслідування | Мас-старт      | Естафета      |
| ----- | --------- | --------------- | ------------------- | ------------- | -------------------- | -------------- | ------------- |
| 1     | 1998-1999 | 73,6% (131/178) | 75,0% (30/40)       | 68,0% (34/50) | 81,7% (49/60)        | 0,0% (0/0)     | 64,3% (18/28) |
| 2     | 1999-2000 | 73,4% (213/290) | 76,3% (61/80)       | 70,0% (42/60) | 81,3% (65/80)        | 0,0% (0/0)     | 64,3% (45/70) |
| 3     | 2000-2001 | 74,3% (226/304) | 76,7% (46/60)       | 70,0% (63/90) | 80,0% (80/100)       | 0,0% (0/0)     | 68,5% (37/54) |
| 4     | 2001-2002 | 77,4% (257/332) | 80,0% (48/60)       | 78,8% (63/80) | 75,7% (106/140)      | 0,0% (0/0)     | 76,9% (40/52) |
| 5     | 2002-2003 | 74,6% (244/327) | 83,3% (50/60)       | 68,8% (55/80) | 77,0% (77/100)       | 80,0% (16/20)  | 68,7% (46/67) |
| 6     | 2003-2004 | 74,2% (284/383) | 82,5% (33/40)       | 66,7% (60/90) | 78,3% (141/180)      | 80,0% (16/20)  | 64,2% (34/53) |
| 7     | 2004-2005 | 75,9% (308/406) | 78,8% (63/80)       | 75,6% (68/90) | 74,3% (104/140)      | 80,0% (16/20)  | 75,0% (57/76) |
| 8     | 2005-2006 | 79,7% (338/424) | 81,7% (49/60)       | 80,0% (64/80) | 79,2% (95/120)       | 81,0% (81/100) | 76,6% (49/64) |
| 9     | 2006-2007 | 82,9% (232/280) | 83,3% (50/60)       | 83,3% (75/90) | 80,8% (97/120)       | 0,0% (0/0)     | 99,9% (10/10) |
| 10    | 2007-2008 | 76,2% (189/248) | 78,3% (47/60)       | 78,8% (63/80) | 76,3% (61/80)        | 0,0% (0/0)     | 64,3% (18/28) |
| 11    | 2008-2009 | 79,1% (178/225) | 85,0% (51/60)       | 81,4% (57/70) | 82,5% (33/40)        | 0,0% (0/0)     | 67,3% (37/55) |
| 12    | 2009-2010 | 76,4% (133/174) | 85,0% (51/60)       | 75,0% (60/80) | 60,0% (12/20)        | 0,0% (0/0)     | 71,4% (10/14) |